# Cebuanosprachige Wikipedia
Die cebuanosprachige Wikipedia ist die Ausgabe von Wikipedia in der Sprache Cebuano, auch bekannt als Visayan oder Bisayan. Die Sprache wird auf den Philippinen von etwa 18 Millionen Menschen gesprochen. In dieser Sprache ist Wikipedia die erste und zugleich einzige Enzyklopädie, es gibt sonst keine Lexika.
Bekannt ist diese Wikipediaausgabe durch die enorme Anzahl von 6 Millionen Artikeln. Zum Vergleich: Die deutschsprachige Wikipedia umfasst 3 Millionen Artikel (Stand März 2025). Der Schwede Sverker Johansson programmierte das Computerprogramm Lsjbot, welches als Bot mehr als 99 Prozent der Artikel erstellte. Die Hoffnung des Programmierers war es, mehr Autoren für diese Sprache zu gewinnen, was aber scheiterte.  Die meisten computergenerierten Artikel behandeln Tier- und Pflanzenarten und haben keinen Bezug zu den Philippinen oder der Sprache Cebuano. Sie wurden automatisiert aus taxonomischen Datenbanken generiert. Dagegen gibt es selbst zu bekannten philippinischen Persönlichkeiten wie Anne Curtis nur rudimentäre Artikel (Stubs), die oft nicht vollständig übersetzt sind.
In der Folge wollten die anderen philippinischen Sprachen (Wáray und Tagalog) nicht zurückstehen und schufen ebenfalls eine Vielzahl an computergenerierten Inhalten in ihren Wikipedias.
Die große Zahl der Artikel steht in einem Missverhältnis zu nur etwa 191 aktiven Autoren, was das flächendeckende Aktualisieren und Korrigieren fast unmöglich macht. Zum Vergleich: Die deutschsprachige Wikipedia hat etwa 17.000 aktive Autoren. (Beide Zahlen Stand 15. August 2022.)

## Geschichte und Artikelwachstum

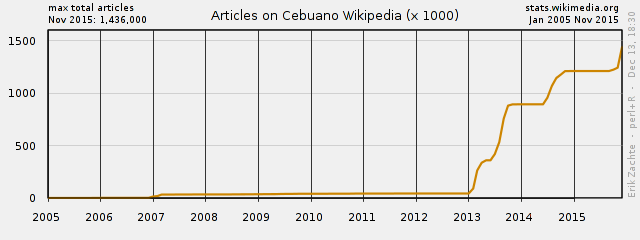
Sprunghaftes Artikelwachstum.
Die Hauptseite der Cebuanosprachigen Wikipedia am 7. Mai 2013.
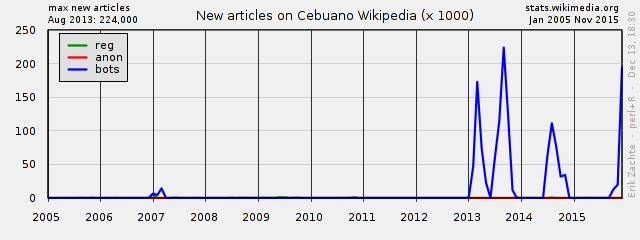
Neue Artikel nach Benutzergruppen, Bots in blau.
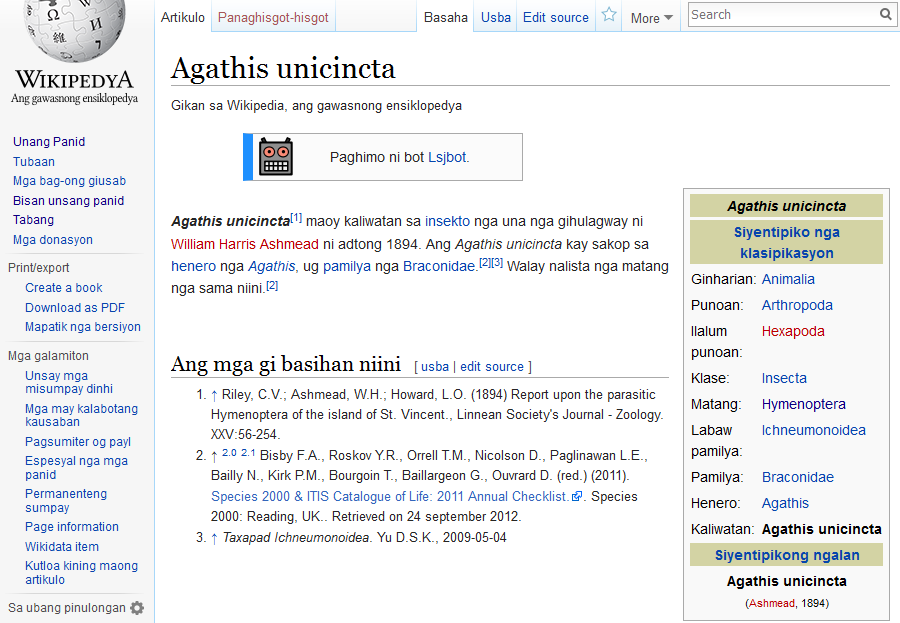
Typischer automatisiert erstellter Artikel von Lsjbot über die Brackwespenunterart Agathis unicincta.

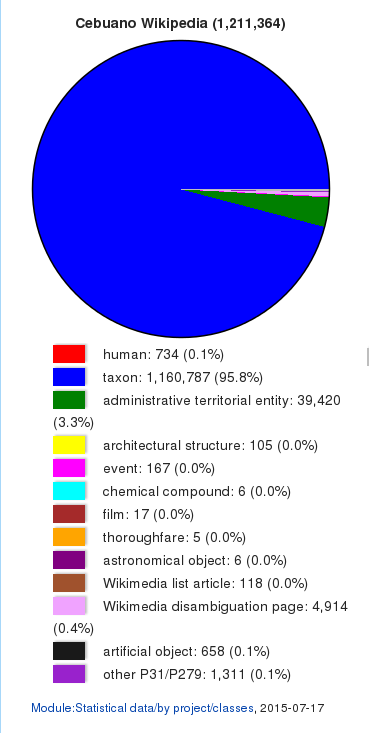
Artikelinhalte in der cebuanosprachigen Wikipedia (Juli 2015, 1,211,364 Artikel):
95,8 % (1,160,787) Taxonom. / Lebewesen;
3,3 % (39,420) Städte und Gemeinden.

Die cebuanosprachige Wikipedia startete im Juni 2005. Bis Januar 2006 entstanden 1000 Artikel, im November 2006 waren es 1400. Ende 2006 und 2007 wurden von Bots einige zehntausend Artikel über französische Gemeinden geschaffen.
Bis Ende 2012 stieg die Artikelzahl auf etwa 30.000. Im Dezember 2012 nahm der Lsjbot seine Arbeit auf, wodurch die Artikelanzahl 2013 drastisch gestiegen ist. Sie verneunfachte sich von Februar bis Dezember. Ende 2015 waren etwa 99 Prozent der damals 1,4 Millionen Artikel von Bots erschaffen worden, darunter etwa 25.000 Artikel über Ortschaften und im übrigen Artikel über Lebewesen von Lsjbot.
Am 16. Juli 2014 umfasste die cebuanosprachige Wikipedia eine Million Artikel, damit war sie die zwölftgrößte Wikipedia. Nachdem sie binnen anderthalb Jahre die spanische, italienische, russische, französische, niederländische und deutschsprachige Wikipedia überholt hatte, erreichte sie Februar 2016 die Zwei-Millionen-Marke. Nach etwa einem halben Jahr folgte die dritte, ein weiteres halbes Jahr später die vierte Million. Im August 2017 wurde der fünfmillionste Artikel angelegt.
| Zeitpunkt          | Artikelanzahl     |
| ------------------ | ----------------- |
| 9. Juli 2005       | 19 Artikel        |
| 30. August 2005    | 232 Artikel       |
| 1. Januar 2006     | 1.000 Artikel     |
| 1. November 2006   | 1.400 Artikel     |
| 1. Januar 2007     | 13.521 Artikel    |
| 7. Februar 2007    | 26.511 Artikel    |
| 2. Februar 2013    | 100.000 Artikel   |
| 9. Februar 2013    | 150.000 Artikel   |
| 17. März 2013      | 300.000 Artikel   |
| 26. Juni 2013      | 400.000 Artikel   |
| 18. Juli 2013      | 500.000 Artikel   |
| 7. August 2013     | 600.000 Artikel   |
| 16. Juli 2014      | 1.000.000 Artikel |
| 6. Dezember 2015   | 1.500.000 Artikel |
| 14. Februar 2016   | 2.000.000 Artikel |
| 25. September 2016 | 3.000.000 Artikel |
| 11. Februar 2017   | 4.000.000 Artikel |
| 8. August 2017     | 5.000.000 Artikel |
| 23. Januar 2022    | 6.100.000 Artikel |

Eine Auswertung der ceb.wikipedia-Inhalte auf Wikidata im Juli 2015 ergab, dass von den damals 1,21 Millionen Artikeln 95,8 % Lebewesen und biologische Arten darstellen (1.160.787) und 3,3 % Städte und Gemeinden (39.420).